# Transitabkommen

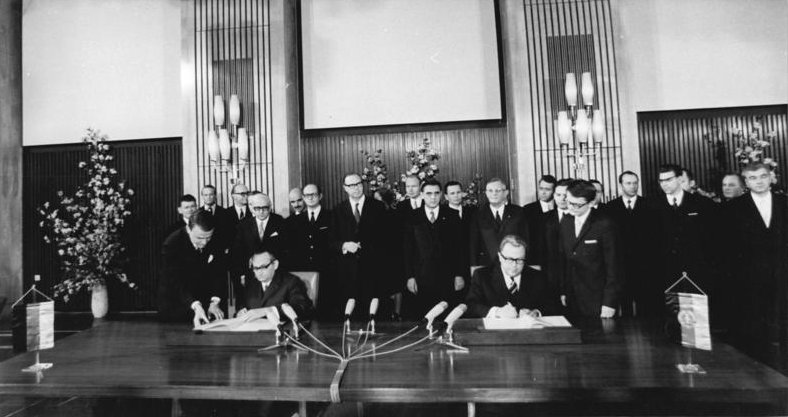
Unterzeichnung des Transitabkommens 1971 durch Egon Bahr (links) und Michael Kohl im Palais Schaumburg.

Zeitliche Übersicht der Ostverträge, 1963–1973

Als Transitabkommen wird das Abkommen zwischen der Regierung der Deutschen Demokratischen Republik und der Regierung der Bundesrepublik Deutschland über den Transitverkehr von zivilen Personen und Gütern zwischen der Bundesrepublik Deutschland und Berlin (West) bezeichnet. Es wurde zwischen den Staatssekretären Egon Bahr (Bundesrepublik) und Michael Kohl (DDR) ausgehandelt und am 17. Dezember 1971 in Bonn unterzeichnet. Am 3. Juni 1972 trat es in Kraft.
Im Rahmen der neuen Ostpolitik der Regierung Brandt/Scheel, die durch einen „Wandel durch Annäherung“ eine deutliche Verbesserung der innerdeutschen Beziehungen erreichen wollte, war Gegenstand des Abkommens gem. Art. 1 „der Transitverkehr von zivilen Personen und Gütern auf Straßen, Schienen- und Wasserwegen zwischen der Bundesrepublik Deutschland und den Westsektoren Berlins – Berlin (West) durch das Hoheitsgebiet der Deutschen Demokratischen Republik.“
Das Transitabkommen wurde noch vor dem Grundlagenvertrag geschlossen.

## Grundlagen
Grundlage für dieses Abkommen war das zwischen den Alliierten geschlossene Viermächteabkommen vom 3. September 1971, welches ebenfalls am 3. Juni 1972 in Kraft trat. Die Sowjetunion garantierte darin erstmals seit 1945 den ungehinderten Transitverkehr zwischen der Bundesrepublik und West-Berlin. Wenn auch die West-Sektoren „so wie bisher kein Bestandteil (konstitutiver Teil) der Bundesrepublik Deutschland sein und auch weiterhin nicht von ihr regiert werden“ sollten, so sollten doch „die Bindungen zwischen den Westsektoren Berlins und der Bundesrepublik Deutschland aufrechterhalten und entwickelt werden.“ Die den zivilen Verkehr betreffenden konkreten Regelungen sollten die beiden deutschen Staaten im Rahmen der in Anlage I zum Viermächteabkommen niedergelegten Grundsätze selbst regeln.
Die Regelung des Interzonenverkehrs  wurde seit 1945 von den Vier Mächten in Anspruch genommen. Der deutschen Seite kam im Rahmen des Transitregimes auf den Zugangswegen zwischen der Bundesrepublik und West-Berlin nur eine untergeordnete Rolle zu. Ihr war es verwehrt, über die Gegenstände der Transitregelung frei zu disponieren. Sie hatte vielmehr lediglich die Befugnis, nach Maßgabe einer von den Vier Mächten fest umrissenen, besatzungsrechtlichen Ermächtigung das Viermächte-Abkommen insoweit durch eigene Regelungen auszufüllen. Das innerdeutsche Transitabkommen wurde daher auch als „Ausführungs- und Ergänzungsabkommen zum Viermächte-Abkommen“ bezeichnet.
Zuvor hatten die Bundesrepublik Deutschland und die UdSSR im Moskauer Vertrag vom 12. August 1970 die innerdeutsche Grenze als unverletzlich anerkannt.

## Inhalt
Die einzelnen Bestimmungen mussten dem Charakter eines Ausführungs- und Ergänzungsabkommens entsprechend mit der Anlage I zum Viermächteabkommen vereinbar sein, was schon in der Präambel zum Ausdruck kommt, die ausdrücklich auf eine Übereinstimmung mit dem Viermächteabkommen verweist. Die Botschafter
der drei Westmächte haben nach der Paraphierung diese Konformität gegenüber der deutschen Bundesregierung schriftlich bestätigt.

### Gegenstand
Gegenstand des Abkommens war der Transitverkehr von zivilen Personen und Gütern auf Straßen, Schienen- und Wasserwegen zwischen der Bundesrepublik Deutschland und den Westsektoren Berlins durch das Hoheitsgebiet der Deutschen Demokratischen Republik (Art. 1). Er sollte über die vorgesehenen Grenzübergangsstellen und Transitstrecken „in der einfachsten, schnellsten und günstigsten Weise erfolgen“ (Art. 2, 3).

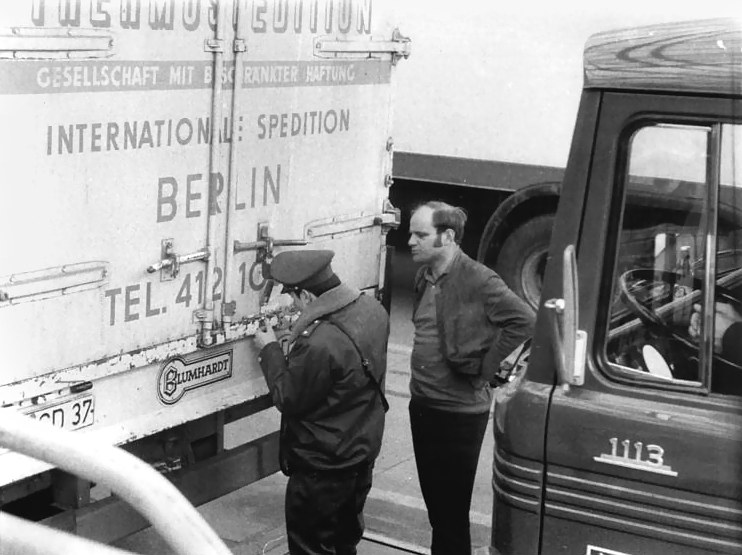
Ein LKW wird an der innerdeutschen Grenze verplombt.

#### Güterverkehr
Für die Beförderung von zivilen Gütern im Transitverkehr konnten amtlich verschlossene Straßengüterfahrzeuge, Eisenbahngüterwagen und Binnenfrachtschiffe benutzt werden (Art. 6).
Die in Art. 6 und 7 enthaltenen Vorschriften über die Verplombung von Fahrzeugen im Güterverkehr gaben bis in die technischen Details hinein nur das wieder, was in der Anlage I zum Viermächte-Abkommen in Ziffer 2 a und b vorgesehen war.

#### Personenverkehr

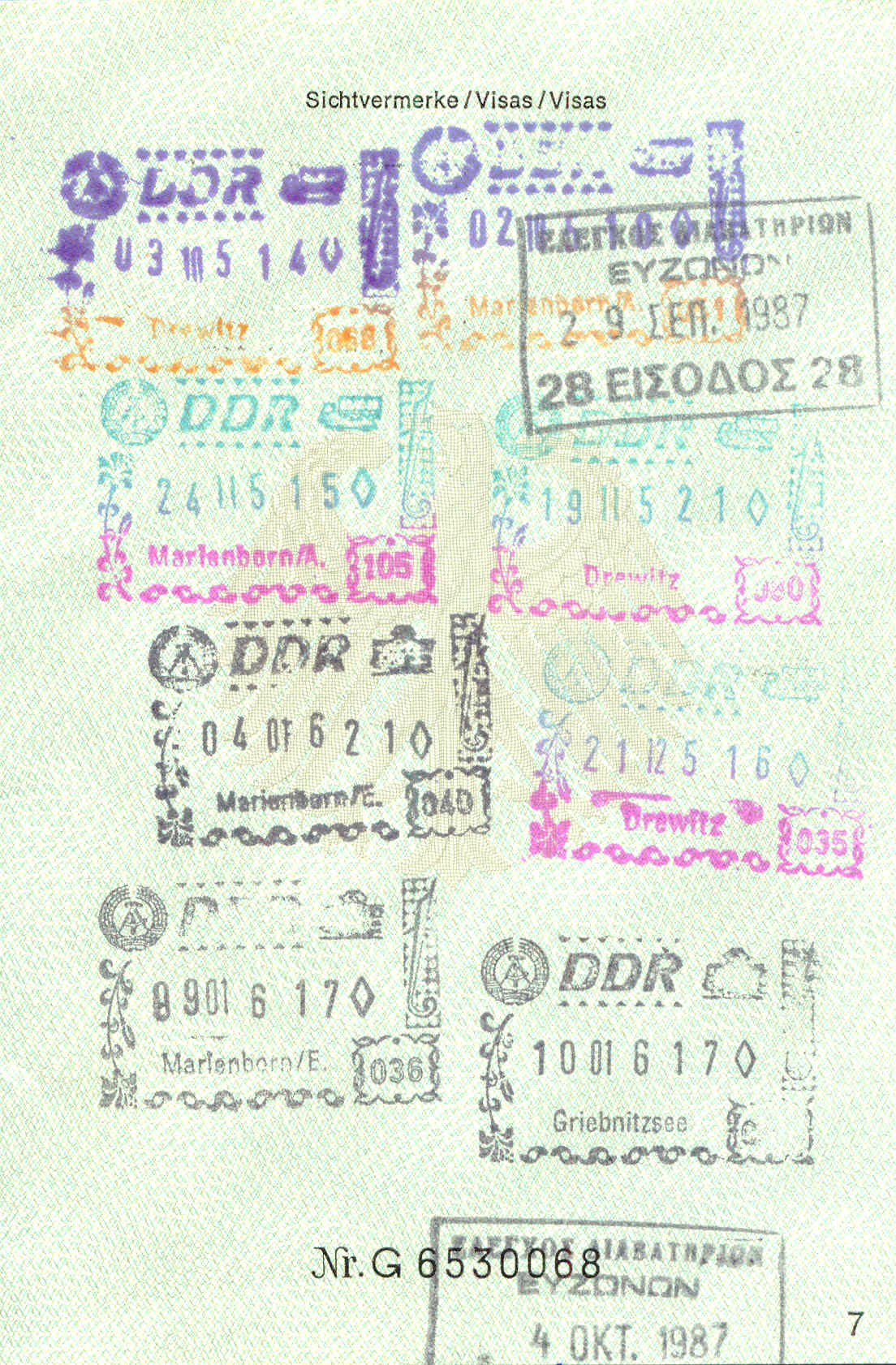
Visaeinträge der Behörden der DDR

Für Transitreisende in Kraftfahrzeugen sowie durchgehenden Autobussen und in den Reisezügen ohne Verkehrshalt auf dem Gebiet der DDR wurden Visa an den Grenzübergangsstellen erteilt (Art. 4). Reisende, ihre Transportmittel sowie Fahrpersonal von Gütertransportmitteln sollten nicht durchsucht werden.
Mit dem Abkommen wurde unter anderem vereinbart, dass die Ausstellung von Visa an den Grenzkontrollstellen der DDR direkt am Fahrzeug der Reisenden zu erfolgen habe und dass eine Kontrolle der Gepäckstücke unterbleibe. In die Pässe wurde dabei ein zweifarbiger Visavermerk gestempelt. Die Farben wechselten jedes Jahr. Für Einwohner West-Berlins wurde ein extra Blatt in den (grünen) „behelfsmäßigen“ Berliner Personalausweis eingelegt. Der von der Bundesrepublik ausgestellte Reisepass für Einwohner West-Berlins wurde von den Behörden der DDR nicht anerkannt. Bei Nutzung von durchgehenden Zugverbindungen wurden Visa von den Kontrollorganen der DDR während der Fahrt erteilt. Der Visavermerk bei dem Transit mit der Bahn war einfarbig schwarz.

### Missbrauch der Transitwege
Aus Sicht der DDR bestand eine erhöhte Gefahr, dass die Transitstrecken für Fluchtversuche oder unkontrollierte und somit unerwünschte Kontakte zwischen West-Berlinern bzw. Bundesbürgern und Bürgern der DDR genutzt werden könnten. Daher wurde in Art. 16 und 17 explizit festgehalten, was als Missbrauch des Transitabkommens gewertet und strafrechtlich verfolgt werden könnte:
1. Ein Mißbrauch im Sinne dieses Abkommens liegt vor, wenn ein Transitreisender nach Inkrafttreten dieses Abkommens während der jeweiligen Benutzung der Transitwege rechtswidrig und schuldhaft gegen die allgemein üblichen Vorschriften der Deutschen Demokratischen Republik bezüglich der öffentlichen Ordnung verstößt, indem er
a) Materialien verbreitet oder aufnimmt;
b) Personen aufnimmt;
c) die vorgesehenen Transitwege verläßt, ohne durch besondere Umstände, wie Unfall oder Krankheit, oder durch Erlaubnis der zuständigen Organe der Deutschen Demokratischen Republik dazu veranlaßt zu sein;
d) andere Straftaten begeht oder
e) durch Verletzung von Straßenverkehrsvorschriften Ordnungswidrigkeiten begeht.
Im Falle hinreichenden Verdachts eines Mißbrauchs werden die zuständigen Organe der Deutschen Demokratischen Republik die Durchsuchung von Reisenden, der von ihnen benutzten Transportmittel sowie ihres persönlichen Gepäcks nach den allgemein üblichen Vorschriften der Deutschen Demokratischen Republik bezüglich der öffentlichen Ordnung durchführen oder die Reisenden zurückweisen.
Das Abkommen sah ferner vor, dass ein Vergehen auch durch die Behörden der Bundesrepublik strafrechtlich verfolgt werden sollte, sofern der Verstoß zu einem Zeitpunkt entdeckt wurde, zu dem sich der Verursacher bereits außerhalb der DDR befand.
Nach der Rechtsprechung des Bundesgerichtshofs verstieß ein entgeltlicher Fluchthelfervertrag weder gegen ein gesetzliches Verbot (§ 134 BGB) noch gegen die guten Sitten (§ 138 BGB). Einwände der DDR, diese Rechtsprechung verstoße „gegen Geist und Buchstaben“ des Transitabkommens und die Verpflichtung der Bundesregierung zur Verhinderung von Missbrauch wies die Bundesregierung mit der Begründung zurück, die bundesdeutschen Gerichte seien unabhängig und der Einwirkung der Bundesregierung entzogen.

### Abgaben, Gebühren und andere Kosten
Mit Art. 18 wurde zudem geregelt, dass die für die Benutzung der Transitwege anfallenden Kosten fortan nicht mehr direkt vom Reisenden zu bezahlen waren, sondern nunmehr in einer jährlichen Pauschalsumme durch die Bundesrepublik beglichen wurden. Dieser Passus stellte für die Reisenden eine immense Erleichterung dar. Hierzu heißt es im Vertragstext:
1. Abgaben, Gebühren und andere Kosten, die den Verkehr auf den Transitwegen betreffen, einschließlich der Instandhaltung der entsprechenden Wege, Einrichtungen und Anlagen, die für diesen Verkehr genutzt werden, werden von der Bundesrepublik Deutschland an die Deutsche Demokratische Republik in Form einer jährlichen Pauschalsumme gezahlt.
2. Die von der Bundesrepublik Deutschland zu zahlende Pauschalsumme umfaßt:
a) die Straßenbenutzungsgebühren;
b) die Steuerausgleichsabgabe;
c) die Visagebühren;
d) den Ausgleich der finanziellen Nachteile der Deutschen Demokratischen Republik durch den Wegfall der Lizenzen im Linienverkehr mit Autobussen und der Erlaubniserteilung im Binnenschiffsverkehr sowie entsprechender weiterer finanzieller Nachteile.
Die Pauschalsumme wird für die Jahre 1972 bis 1975 auf 234,9 Millionen DM pro Jahr festgelegt.
3. Die Bundesrepublik Deutschland überweist die Pauschalsumme jährlich bis zum 31. März, erstmalig bis zum 31. März 1972, auf ein Konto bei einer von der Deutschen Demokratischen Republik zu bestimmenden Bank in der Bundesrepublik Deutschland zugunsten der Deutschen Außenhandelsbank AG in Berlin.
4. Die Höhe der ab 1976 zu zahlenden Pauschalsumme und die Bestimmung des Zeitraumes, für den diese Pauschalsumme gültig sein soll, werden im zweiten Halbjahr 1975 unter Berücksichtigung der Entwicklung des Transitverkehrs festgelegt.
Die Bedeutung des Artikels 18 geht auch aus einem Schriftwechsel, den beide Vertragspartner während der Vertragsverhandlungen führten, hervor. Dabei wurde vereinbart, dass dieser Artikel vorab bereits zum 1. Januar 1972 in Kraft trat. Die jährlichen Pauschalsummen wurden, wie vereinbart, regelmäßig dem Verkehrsaufkommen auf den Transitstrecken angepasst und beliefen sich 1988 auf 525 Millionen DM und letztlich im Jahre 1989 auf 860 Millionen DM.

### Transitkommission
Das Abkommen sah in Art. 19 die Bildung einer „Kommission zur Klärung von Schwierigkeiten und Meinungsverschiedenheiten bei der Anwendung oder Auslegung dieses Abkommens“ vor. Sie wurde von Vertretern beider Verkehrsministerien geleitet und trat auf Ersuchen eines Vertragspartners zusammen. Die gemeinsame Transitkommission hat bis 1990 etwa 50 mal getagt. Häufigster Grund war der Protest der DDR gegen die Nutzung von Transitstrecken durch Fluchthelfer.

## Auswirkungen
In den Folgejahren wurde der Transitverkehr durch die DDR zunehmend verbessert. So wurden Vereinbarungen hinsichtlich einer Erneuerung der Autobahn-Transitstrecke Berlin–Hannover (heutige BAB 2), der Einrichtung einer Autobahnverbindung zwischen Berlin und Hamburg (heutige BAB 24, der Verkehr führte bis Mitte der 1980er Jahre über die Fernstraße 5), die Einrichtung des Grenzübergangs Staaken/Eisenbahn sowie weiterer Verbesserungen getroffen. Die von der Bundesrepublik hierfür übernommenen Kosten beliefen sich bis 1990 auf insgesamt 2.210,5 Millionen DM, wobei der Bau der Autobahnstrecke Berlin–Hamburg mit 1,2 Milliarden DM den größten Anteil ausmachte.

## Personen mit ständigem Wohnsitz in den Westsektoren Berlins
Mit Vereinbarung vom 20. Dezember 1971 wurde der Reise- und Besucherverkehr von Personen mit ständigem Wohnsitz in den Westsektoren Berlins für Reisen nach Berlin (Ost) und das Hoheitsgebiet der DDR geregelt. Es trat ebenfalls zusammen mit dem Viermächteabkommen in Kraft. Personen mit ständigem Wohnsitz in Berlin (West) konnte einmal oder mehrmals die Einreise zu Besuchen von insgesamt dreißig Tagen Dauer im Jahr aus humanitären, familiären, religiösen, kulturellen und touristischen Gründen genehmigt werden. Erforderlich waren ein gültiger Personalausweis und die Einreisegenehmigung, für die Ausreise dann die Ausreisegenehmigung der DDR.